# (14539) Clocke Roeland
(14539) Clocke Roeland (1997 RU9) – planetoida z grupy pasa głównego asteroid okrążająca Słońce w ciągu 4,11 lat w średniej odległości 2,56 j.a. Odkryta 10 września 1997 roku.